# Aleksandr Twieritinow
Aleksandr Aleksandrowicz Twieritinow, ros. Александр Александрович Тверитинов (ur. 9 lipca 1897, zm. 27 maja 1942 w ZSRR) – emigracyjny rosyjski działacz polityczno-związkowy, publicysta.

## Życiorys
Studiował medycynę na uniwersytecie w Moskwie, ale po wybuchu I wojny światowej został zmobilizowany do armii rosyjskiej. Ukończył szkołę praporszczików w Moskwie. Służył w Korpusie Kaukaskim na Froncie Południowo-Zachodnim. W 1919 wstąpił do wojsk bolszewickich. Walczył na Froncie Fińskim, gdzie dostał się do niewoli. Osadzono go w obozie jenieckim w Polsce. Po wypuszczeniu na wolność w 1924 wyjechał do Francji. Od 1925 mieszkał w Paryżu, gdzie wykonywał różne prace. W latach 1929–1937 pracował jako kierowca taksówki. Jednocześnie do 1931 uczył się w szkole nauk społecznych i politycznych. Działał w Stowarzyszeniu Republikańsko-Demokratycznym, wchodząc w skład kierownictwa. W 1934 został członkiem w Zjednoczeniu Robotników Rosyjskich przy francuskiej centrali związkowej CGT. Pisał artykuły do pisma „Russkij szofior”. Od poł. lat 30. działał w Związku Przyjaciół Ojczyzny Radzieckiej. W 1937 objął funkcję jego sekretarza. W tym czasie zaangażował się w działalność Komitetu Pomocy Hiszpanii, który wspierał rekrutację do Brygad Międzynarodowych. Latem 1939 decyzją francuskich władz został deportowany do ZSRR. W kwietniu 1940 aresztowało go NKWD. W procesie został skazany na karę 8 lat łagrów, gdzie zmarł.